# Gliese 880
Gliese 880 is een rode dwerg in het sterrenbeeld Pegasus op 22,4 lichtjaar van de zon.